# Michael Arnstedt
Peter Michael Christian Arnstedt (født 1. august 1952, død 21. februar 2009 i Klampenborg) var en dansk direktør og cand.merc., og indtil 2002 næstformand i F.L. Smidths bestyrelse samt bestyrelsesmedlem i Aalborg Portland. 
Han var søn af civilingeniør Christian Arnstedt og bror til advokat Karin Arnstedt, der også var involveret i F.L. Smidth som bestyrelsesformand for Potagua A/S indtil 2003. Da han udtrådte af F.L. Smidth sluttede en æra, hvor familien Arnstedt havde indflydelse på firmaets ledelse.
Han var fra 1970 til 1994 ejer af herregården Addithus.
Under finanskrisen mistede Michael Arnstedt hele sin arvede formue, som han havde satset i risikable investeringer gennem sin bank. I februar 2009 begik han selvmord ved Den røde cottage i Klampenborg ved at skyde sig selv.